# Division 1 1899-1900
La Division 1 1899-1900 è stata la quinta edizione della massima serie del campionato belga di calcio disputata tra il 1º novembre 1899 e il 6 maggio 1900 e conclusa con la vittoria del Racing Club de Bruxelles, al suo secondo titolo.
Capocannoniere del torneo fu Charles Atkinson (Racing Club de Bruxelles).

## Formula
Le squadre partecipanti furono dieci e come nella passata stagione vennero divise in due gironi con la finale, disputata con gara di andata e ritorno, tra le vincitrici dei raggruppamenti,
Alla fine del campionato tre squadre non si iscrissero all'edizione successiva.

## Squadre
| Squadra                              | Città     | Stadio | Stagione 1898-1899  |
| ------------------------------------ | --------- | ------ | ------------------- |
| FC Liégeois                          | Liegi     |        | Campione del Belgio |
| Anversa                              | Anversa   |        | 5º gruppo A         |
| Léopold Club de Bruxelles            | Bruxelles |        | 3º gruppo A         |
| Racing Club Bruxelles                | Uccle     |        | 2º gruppo A         |
| Athletic & Running Club de Bruxelles | Uccle     |        | 4º gruppo A         |
| FC Brugeois                          | Bruges    |        | Finalista           |
| FC Courtraisien                      | Courtrai  |        | Division 2          |
| CS Brugeois                          | Bruges    |        | Division 2          |
| RC de Gand                           | Gand      |        | 3º gruppo B         |
| Skill FC de Bruxelles                | Bruxelles |        | Division 2          |

## Classifica finale

### Gruppo A
|  | Pos. | Squadra                              | Pt | G  | V | N | P  | GF | GS | DR  |
|  | ---- | ------------------------------------ | -- | -- | - | - | -- | -- | -- | --- |
|  | 1.   | Racing Club de Bruxelles             | 14 | 10 | 7 | 0 | 3  | 23 | 8  | +15 |
|  | 2.   | Anversa                              | 14 | 10 | 6 | 2 | 2  | 12 | 14 | -2  |
|  | 3.   | Athletic & Running Club de Bruxelles | 12 | 10 | 5 | 2 | 3  | 12 | 14 | -2  |
|  | 4.   | FC Liégeois                          | 11 | 10 | 5 | 1 | 4  | 16 | 19 | -3  |
|  | 5.   | Léopold Club de Bruxelles            | 9  | 10 | 4 | 1 | 5  | 15 | 10 | 5   |
|  | 6.   | Skill FC de Bruxelles                | 0  | 10 | 0 | 0 | 10 | 3  | 16 | -13 |

Legenda:

      Ammesso alla finale
Note:

Due punti a vittoria, uno a pareggio, zero a sconfitta.

#### Spareggio
Racing e Antwerp terminarono a pari punti. L'8 aprile 1900 si disputò lo spareggio per l'ammissione alla finale.
| 8 aprile 1900 | Racing Club de Bruxelles | 1 – 0 | Anversa |  |

### Gruppo B
|  | Pos. | Squadra         | Pt | G | V | N | P | GF | GS | DR |
|  | ---- | --------------- | -- | - | - | - | - | -- | -- | -- |
|  | 1.   | FC Brugeois     | ?  | ? | ? | ? | ? | ?  | ?  | ?  |
|  | 2.   | CS Brugeois     | ?  | ? | ? | ? | ? | ?  | ?  | ?  |
|  | 3.   | RC de Gand      | ?  | ? | ? | ? | ? | ?  | ?  | ?  |
|  | 4.   | FC Courtraisien | ?  | ? | ? | ? | ? | ?  | ?  | ?  |

Legenda:

      Ammesso alla finale
Note:

Due punti a vittoria, uno a pareggio, zero a sconfitta.

### Finale
La finale si andata si disputò il 29 aprile mentre quella di ritorno il 6 maggio 1900.
| 29 aprile 1900 | FC Brugeois | 0 – 3 | Racing Club de Bruxelles |  |

| 6 maggio 1900 | Racing Club de Bruxelles | 8 – 1 | FC Brugeois |  |

### Verdetti
- Racing Club de Bruxelles campione del Belgio 1899-1900.